# کیکو (بازیکن فوتبال، زاده ۱۹۸۸)
کیکو (انگلیسی: Kiko؛ زادهٔ ۲۱ اوت ۱۹۸۸) بازیکن فوتبال اهل اسپانیا است.
از باشگاه‌هایی که در آن بازی کرده‌است می‌توان به باشگاه فوتبال ژیرونا، باشگاه فوتبال رئال وایادولید، باشگاه فوتبال کوردوبا، باشگاه فوتبال سابادل، باشگاه فوتبال مالاگا، و باشگاه فوتبال ویارئال اشاره کرد.
وی همچنین در تیم ملی فوتبال زیر ۲۱ سال اسپانیا بازی کرده‌است.